# ET 13

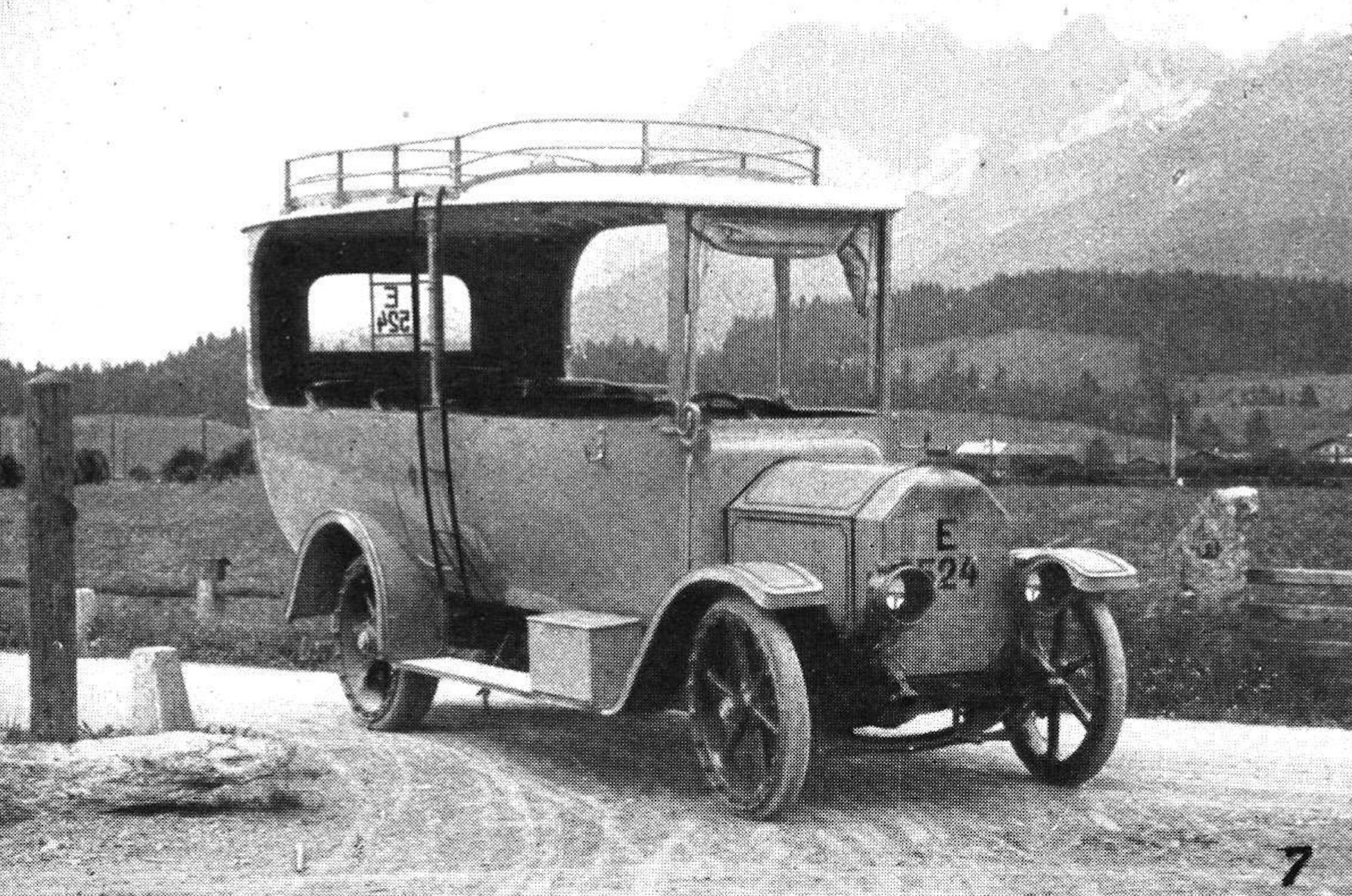
Postautobus ET 13 in der offenen Ursprungsversion (1913)

Die Postautobustype ET 13 (für Einheitstype und das Konstruktionsjahr 1913) war die erste einheitliche Type von Bussen der Österreichischen Post. Die normierten Teile wurden von allen österreichischen Automobilfabriken der Post zugeliefert, welche die Endmontage selbst durchführte. 100 Stück dieser Type wurden gebaut.

## Geschichte

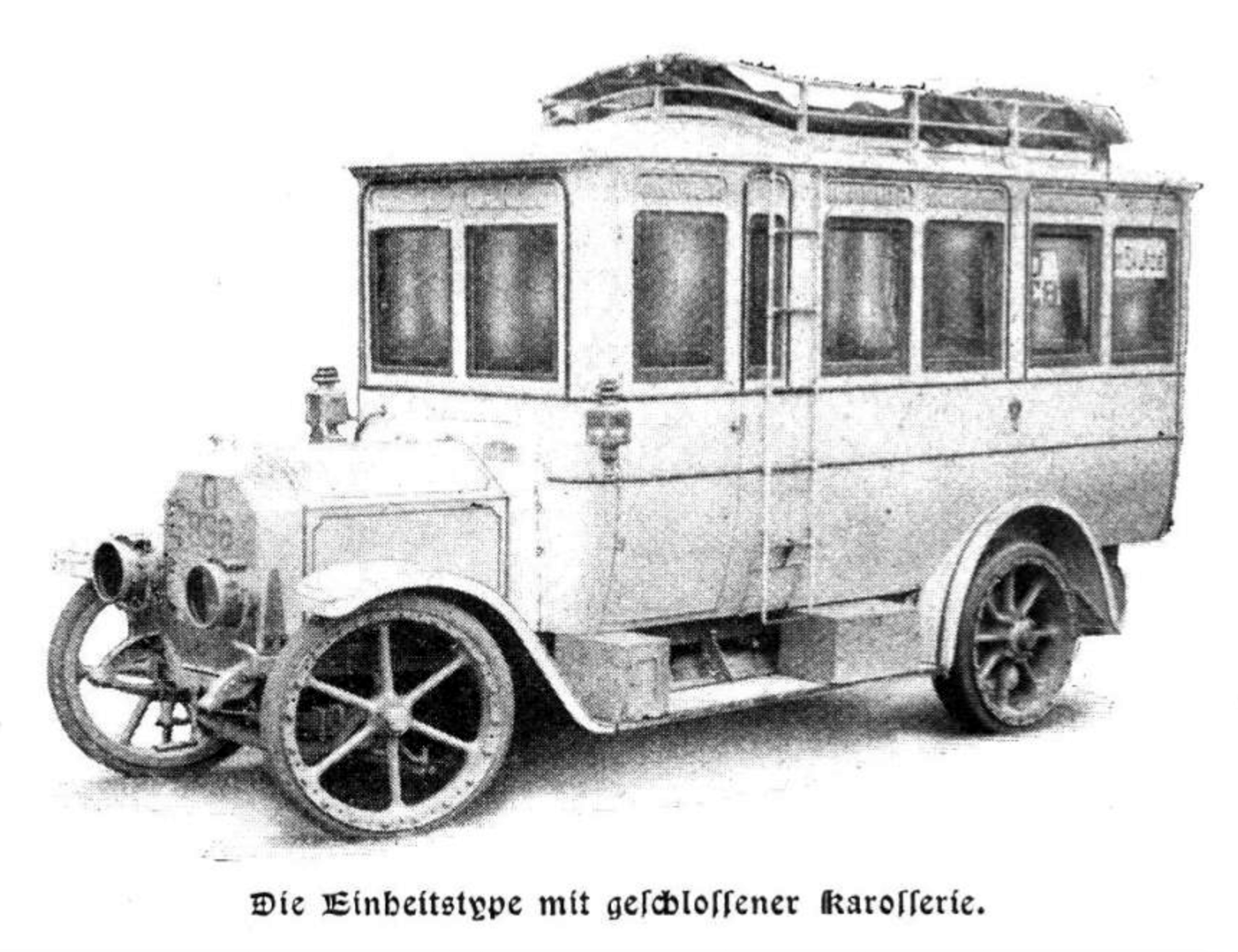
ET 13 mit geschlossener Karosserie (1916)

1907 nahm die Österreichische Post ihre erste Autobuslinie in Betrieb, bald ersetzten die Postbusse die veralteten Postkutschen. 1912 waren bereits rund 150 Busse verschiedenster Typen auf 17 Ganzjahreslinien und acht nur im Sommer betriebenen Linien im Einsatz. Ein recht hoher Erhaltungsaufwand der einzelnen Typen wurde notwendig, der ökonomische Druck zwang die Post bald zur Vereinheitlichung ihres Fuhrparks. Aus dieser Überlegung heraus wurde von Dipl. Ing. Josef Altmann der ET 13 konstruiert, dessen genormte Teile von so gut wie allen österreichischen Automobilfabriken zugeliefert und in der eigens errichteten Postbus-Zentralwerkstätte in Wien-Hirschstetten montiert wurden. Im Juli 1912 wurden 100 Exemplare bestellt.

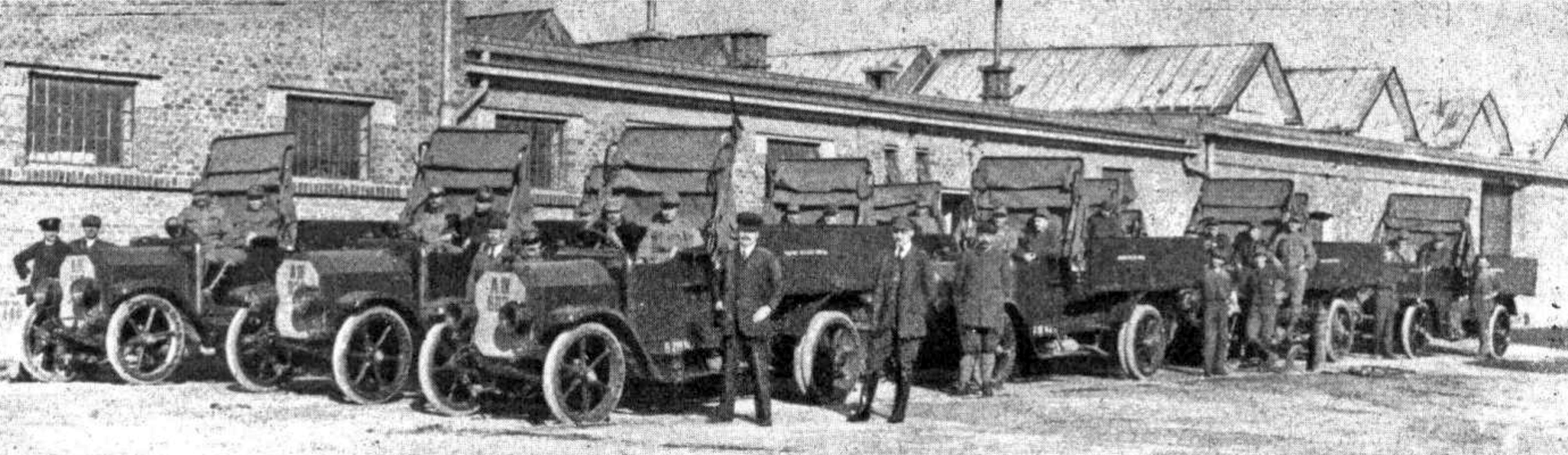
ET-13-Busse zu LKWs umgebaut (1916)

Im März 1913 war das erste Fahrzeug nach rund 150 Stunden Montage fertig, ab 1. Juni 1913 kamen die ersten vier Wagen auf der Linie zwischen Reutte in Tirol und dem bayerischen Sonthofen zum Einsatz. 1914 waren bereits 60 ET 13 im Einsatz. Im Ersten Weltkrieg dienten die ET 13 mit LKW-Karosserien versehen der k.u.k Armee. Bis 1918 wurden alle bestellten 100 Stück der Type ET 13 gebaut, von denen jedoch lediglich 47 aus Militärbeständen gerettet und instand gesetzt werden konnten. Erst ab 1923 war die Post in der Lage, neue Autobusse anzuschaffen.
Das Fahrzeug mit der Fahrgestellnummer 99 (mit offener Karosserie) ist erhalten und fahrfähig, es erhielt 1954/56 bei Gräf & Stift einen originalgetreuen Aufbau nach den originalen Zeichnungen und alten Fotografien.

## Konstruktion

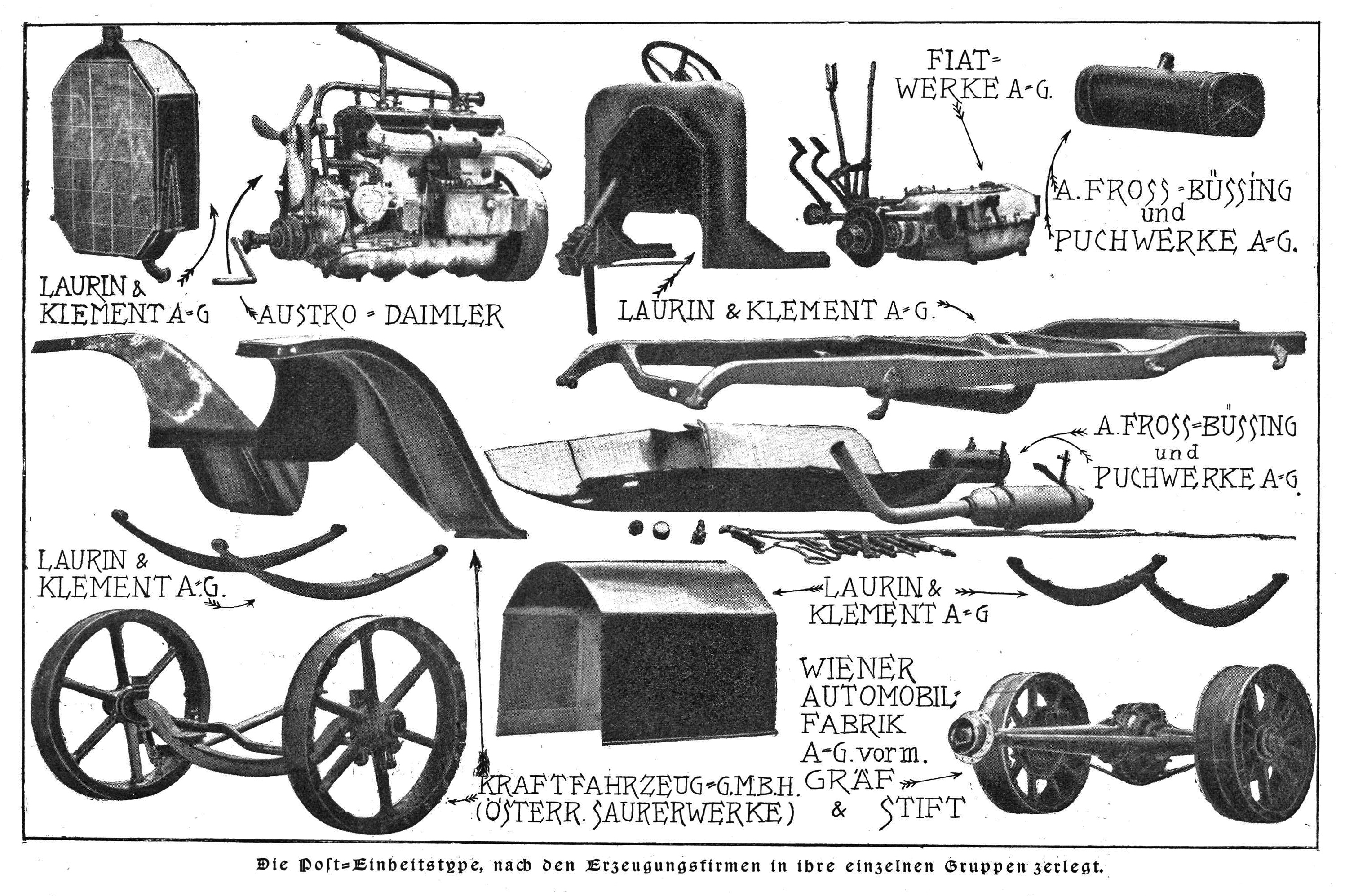
Baugruppen und Hersteller

Die einzelnen Baugruppen wurden und in der Postbus-Zentralwerkstätte montiert, dabei erfolgte auch eine genaue Kontrolle der einzelnen Teile. Zur Erprobung nach der Endmontage zählten Fahrten nach Groß-Enzersdorf und auf den Kahlenberg, bei welcher der Benzinverbrauch kontrolliert wurde.
Laurin & Klement in Jungbunzlau (heute Škoda Auto) lieferte Rahmen, Kühler, Lenksäule sowie die Federung, der Vierzylinder-Reihenmotor (mit 6.967 ccm Hubraum und einer Leistung von 40 PS) stammte von Austro-Daimler, Kupplung und Getriebe steuerte die Österreichische Automobilfabrik (Austro-Fiat) bei und Gräf & Stift lieferte die Hinterachse sowie die Räder. Von den Österreichischen Saurerwerken (Kraftfahrzeug Ges.m.b.H) kamen die Vorderachse mit Rädern, Kotflügel und das Lenkgestänge, während sich die Puch-Werke und Fross-Büssing auf die Lieferung von Zubehör, den Armaturen und Treibstofftanks beschränkten.
Die hölzernen Karosserien mit 17 Sitzplätzen lieferten die Stellmacher J. Th. Petera in Hohenelbe und J. Rohrbacher in Wien. Die Höchstgeschwindigkeit betrug aus Gründen der Haftpflichtversicherung nicht mehr als 25 km/h.